# NWA Brass Knuckles Championship (Tri-State version)
L'NWA Brass Knuckles Championship (Tri-state version) è stato un titolo promosso dalla federazione NWA Tri-State, un territorio della National Wrestling Alliance attivo principalmente negli stati di Oklahoma,Louisiana e Mississippi.
Il titolo fu attivo dal 1970, anno in cui iniziò ad essere difeso, fino al 1981, anno di chiusura della federazione.

## Storia
Il termine brass knuckles (letteralmente: tirapugni di ottone) rappresenta la natura di questo titolo: gli incontri titolati vedevano inizialmente la possibilità per i lottatori di utilizzare dei tirapugni, anche se questa regola fu sostituita in seguito da un più generico incontro senza squalifiche. All'interno dei territori NWA furono promossi, nel corso degli anni, un totale di otto titoli con questo nome.
La zona del Tri-State iniziò a promuovere una sua versione del titolo a partire dal 1970, ma questa venne difesa con poca regolarità nel corso degli anni '70, venendo disattivato in più occasioni. Il titolo cessò definitivamente nel 1981, quando l'allora campione Don Fargo lo rese vacante e non venne più riassegnato fino alla chiusura della federazione nell'anno successivo.

## Albo d'oro
| Legenda  |                                                                               |
| -------- | ----------------------------------------------------------------------------- |
| #        | Indica il numero del regno titolato                                           |
| Regno    | Viene indicato il numero del regno del campione                               |
| Data     | La data in cui il titolo è stato vinto                                        |
| Località | Indica il luogo in cui il titolo è stato vinto                                |
| Note     | Indica notizie particolari riguardanti i cambi di titolo o altre informazioni |

| #                                 | Campione              | Regno | Data             | Giorni | Località               | Evento     | Note | Fonti |
| --------------------------------- | --------------------- | ----- | ---------------- | ------ | ---------------------- | ---------- | --- | ----- |
| 1                                 | Bill Watts            | 1     | 1970             | --     | --                     | House show | |       |
| 2                                 | Sputnik Monroe        | 1     | 1971             | --     | --                     | House show | |       |
| 3                                 | Dusty Rhodes          | 1     | 25 aprile 1971   |        | Shreveport, Louisiana  | House show | |       |
| 4                                 | Bill Watts            | 1     | 23 agosto 1971   | --     | Shreveport, Louisiana  | House show | |       |
| Storia del titolo non documentata |                       |       |                  |        |                        |            | |       |
| 5                                 | The Stomper           | 1     | marzo 1972       | --     | --                     | House show | |       |
| 6                                 | Bob Sweetan           | 1     | giugno 1972      | --     | --                     | House show | |       |
| Storia del titolo non documentata |                       |       |                  |        |                        |            | |       |
| 7                                 | Rip Tyler             | 1     | 6 maggio 1974    | --     | Shreveport, Louisiana  | House show | |       |
| Storia del titolo non documentata |                       |       |                  |        |                        |            | |       |
| 8                                 | Bob Sweetan           | 2     | 1975             | --     | --                     | House show | |       |
| Storia del titolo non documentata |                       |       |                  |        |                        |            | |       |
| 9                                 | Dick Murdoch          | 1     | 1975             | --     | --                     | House show | |       |
| 10                                | Killer Karl Kox       | 1     | 1975             | --     | --                     | House show | |       |
| 11                                | Ken Patera            | 1     | 1976             | --     | --                     | House show | |       |
| 12                                | Bobby Jaggers         | 1     | 2 dicembre 1976  | --     | Little Rock, Arkansas  | House show | |       |
| Storia del titolo non documentata |                       |       |                  |        |                        |            | |       |
| 13                                | Thunderbolt Patterson | 1     | 1 marzo 1978     | --     | New Orleans, Louisiana | House show | In uno spareggio per assegnare il titolo vacante, sconfiggendo Stan Hansen.                                  |       |
| Storia del titolo non documentata |                       |       |                  |        |                        |            | |       |
| 14                                | Ron Bass              | 1     | 25 dicembre 1978 | --     | New Orleans, Louisiana | House show | In uno spareggio per assegnare il titolo vacante, sconfiggendo Killer Karl Kox.                              |       |
| 15                                | Mike Sharpe           | 1     | 1979             | --     | --                     | House show | |       |
| 16                                | Angelo Mosca          | 1     | 9 luglio 1979    | --     | Tulsa, Oklahoma        | House show | |       |
| Storia del titolo non documentata |                       |       |                  |        |                        |            | |       |
| 17                                | Bill Watts            | 3     | 1979             | --     | --                     | House show | |       |
| Storia del titolo non documentata |                       |       |                  |        |                        |            | |       |
| 18                                | Don Fargo             | 1     | ottobre 1981     | --     | --                     | House show | |       |
| —                                 | Disattivato           | —     | 1981             | —      | —                      | —          | Don Fargo rese il titolo vacante, e questo non fu riassegnato fino alla chiusura della federazione nel 1982. |       |